# Douglas Fairbanks : la marque de Fairbanks
Pour plus de détails, voir Fiche technique et Distribution.
Douglas Fairbanks : la marque de Fairbanks est un documentaire réalisé par Christophe Champclaux, sorti en 1996.

## Synopsis
« Un cavalier qui surgit hors de la nuit court vers l’aventure au galop. » Telle est l’image qui reste de Douglas Fairbanks. On l'a peut-être oublié, mais il fut l'un des rois d'Hollywood à l’époque du cinéma muet.
Fils d’une beauté du sud et d’un juriste de la haute bourgeoisie, Douglas Elton Thomas Ullman voit le jour à Denver, Colorado, le 23 mai 1883. Le petit Douglas doit subir très jeune la déchirure du divorce de ses parents. Entièrement éduqué par sa mère, il prendra le nom de son premier mari : Fairbanks. Dès l’âge de 12 ans, il monte sur les planches, faisant preuve d’une aisance évidente lors des représentations shakespeariennes de fin d’année. Âgé d’à peine 17 ans, il est déjà totalement possédé par le démon du théâtre et trouve son premier rôle professionnel à Richmond en Virginie.
Il a 24 ans lorsqu’il épouse en 1907 une jeune femme d’origine française, Anna Elisabeth Sully qui donne le jour deux ans plus tard à Douglas junior et les feux de la rampe doivent être abandonnés pour faire bouillir la marmite familiale. Cependant, Douglas père retourne sur les planches et signe un contrat, en 1915, avec la Triangle Film Corporation qui lui offre 2 000 $ par semaine pour interpréter le premier rôle du film The Lamb (Le Timide). Le public découvre avec ravissement un nouveau jeune premier athlétique et souriant : Douglas Fairbanks. À la suite de ce succès immédiat, l’acteur crée l’année suivante, en 1916, sa propre société de production tout simplement nommée la Douglas Fairbanks Pictures Corporation.

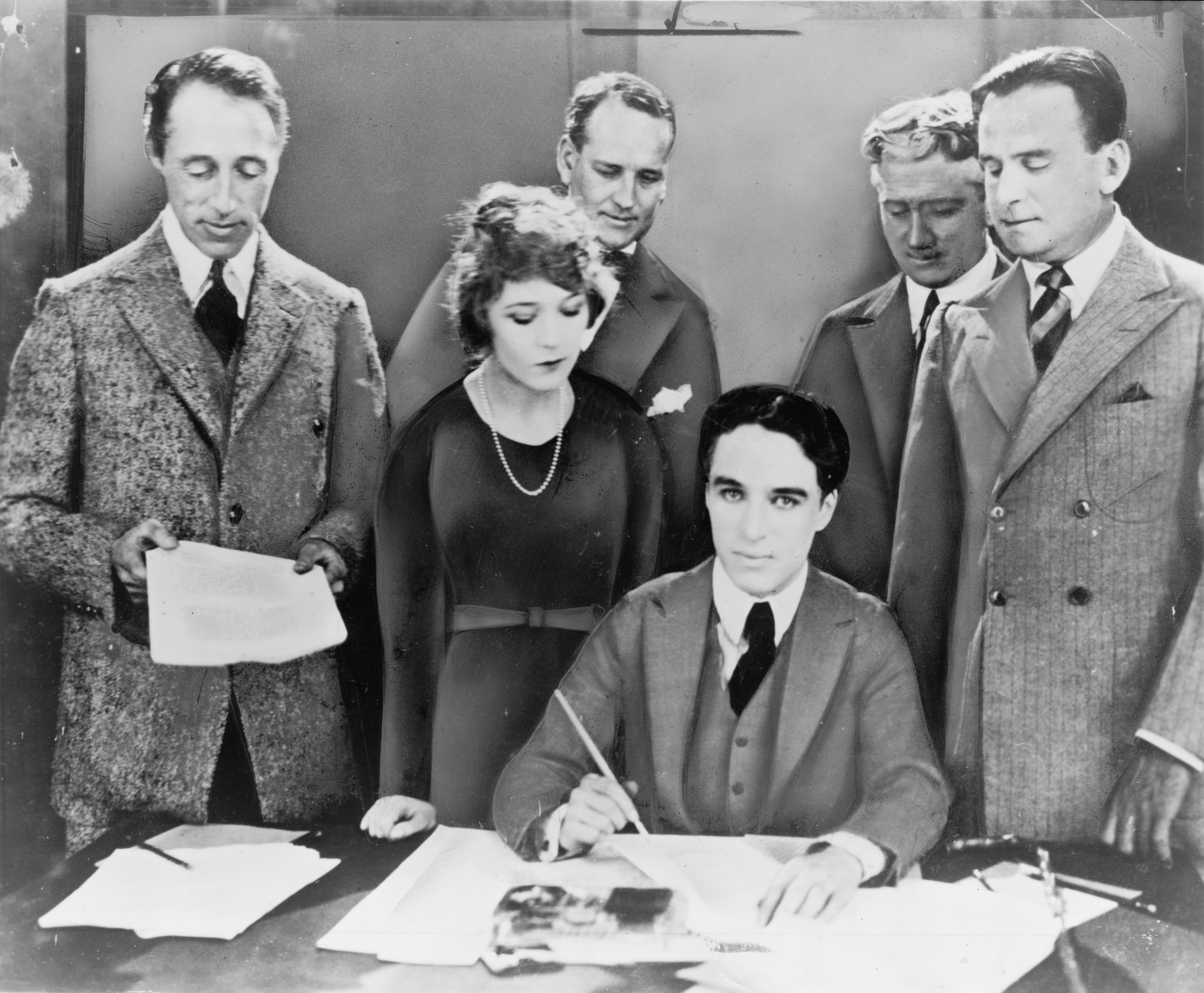
De gauche à droite au premier plan : D. W. Griffith, Mary Pickford, Charlie Chaplin (assis) et Douglas Fairbanks à la signature du contrat établissant la société United Artists en 1919.

En 1916, deux rencontres majeures changent le cours de sa vie déjà mouvementée : Charlie Chaplin, qui deviendra son meilleur ami, et Mary Pickford, déjà une grande vedette de l'époque, dont il tombe éperdument amoureux et épousera le 28 mars 1920, une fois que leurs divorces respectifs seront prononcés. Fairbanks ne se contentera pas de n’être qu’un acteur docile mais va devenir aussi un producteur de génie. En 1919, il fonde la société de distribution United Artists Corporation, aux côtés de ses amis D. W. Griffith, Charlie Chaplin et de son épouse Mary Pickford, pour protéger leur indépendance face aux mastodontes hollywoodiens, en obtenant une complète liberté artistique et de plus grands profits. La compagnie devra une grande partie de son bénéfice aux succès des films de Fairbanks.

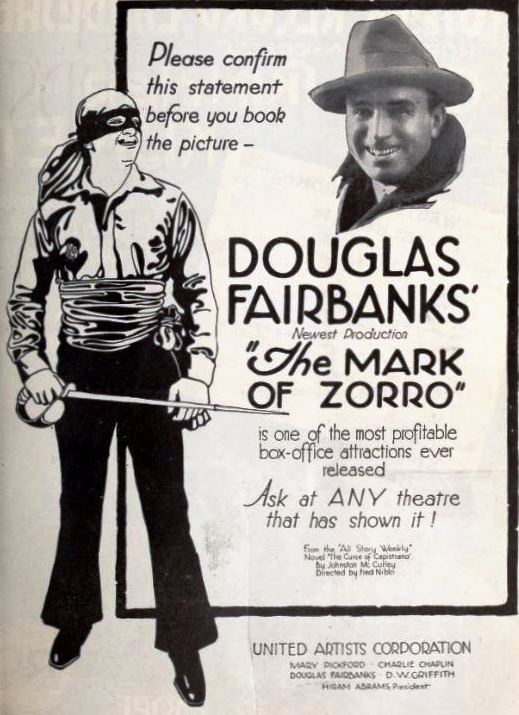
Le Signe de Zorro (The Mark of Zorro) en 1920.

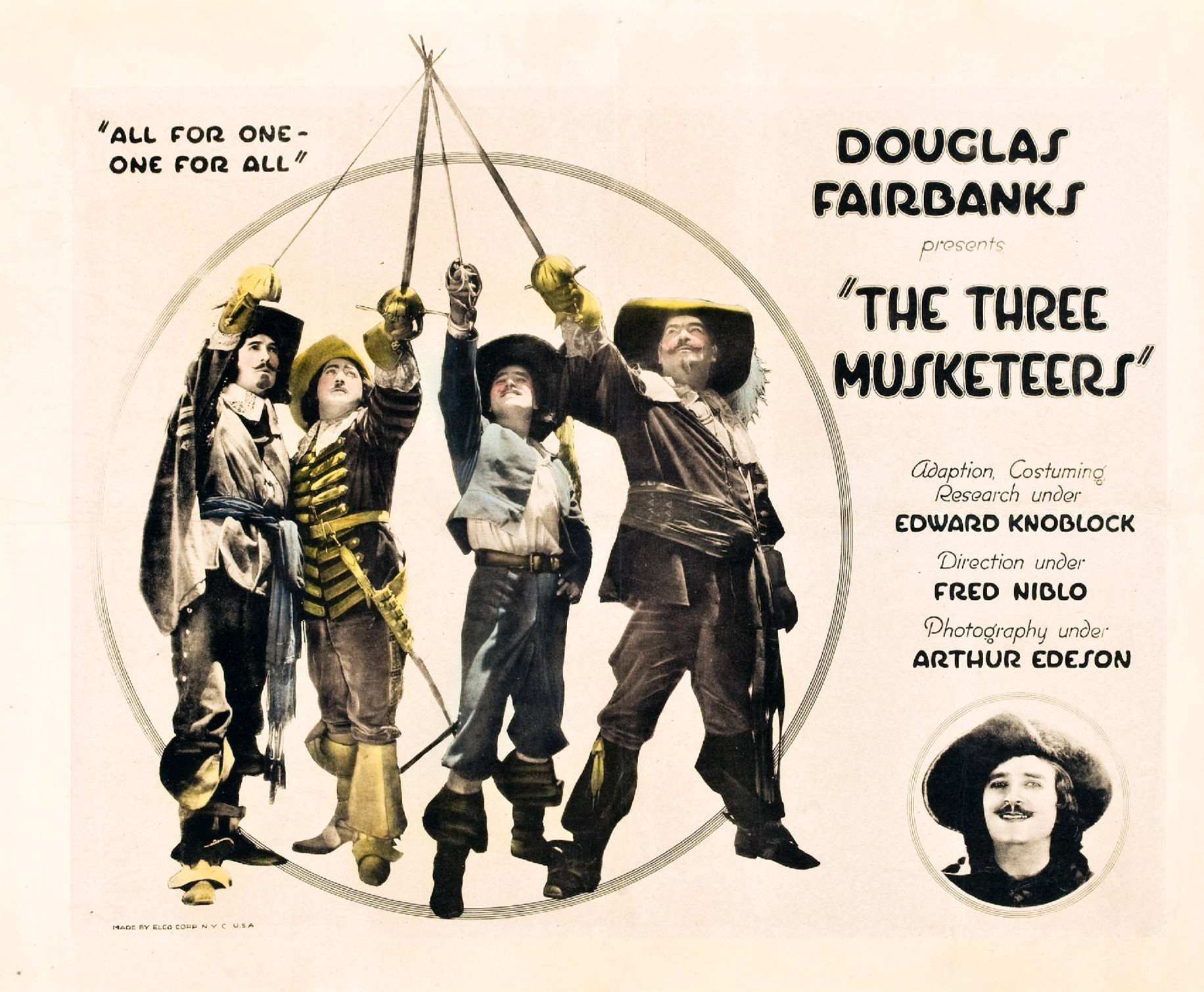
Les Trois mousquetaires en 1921.

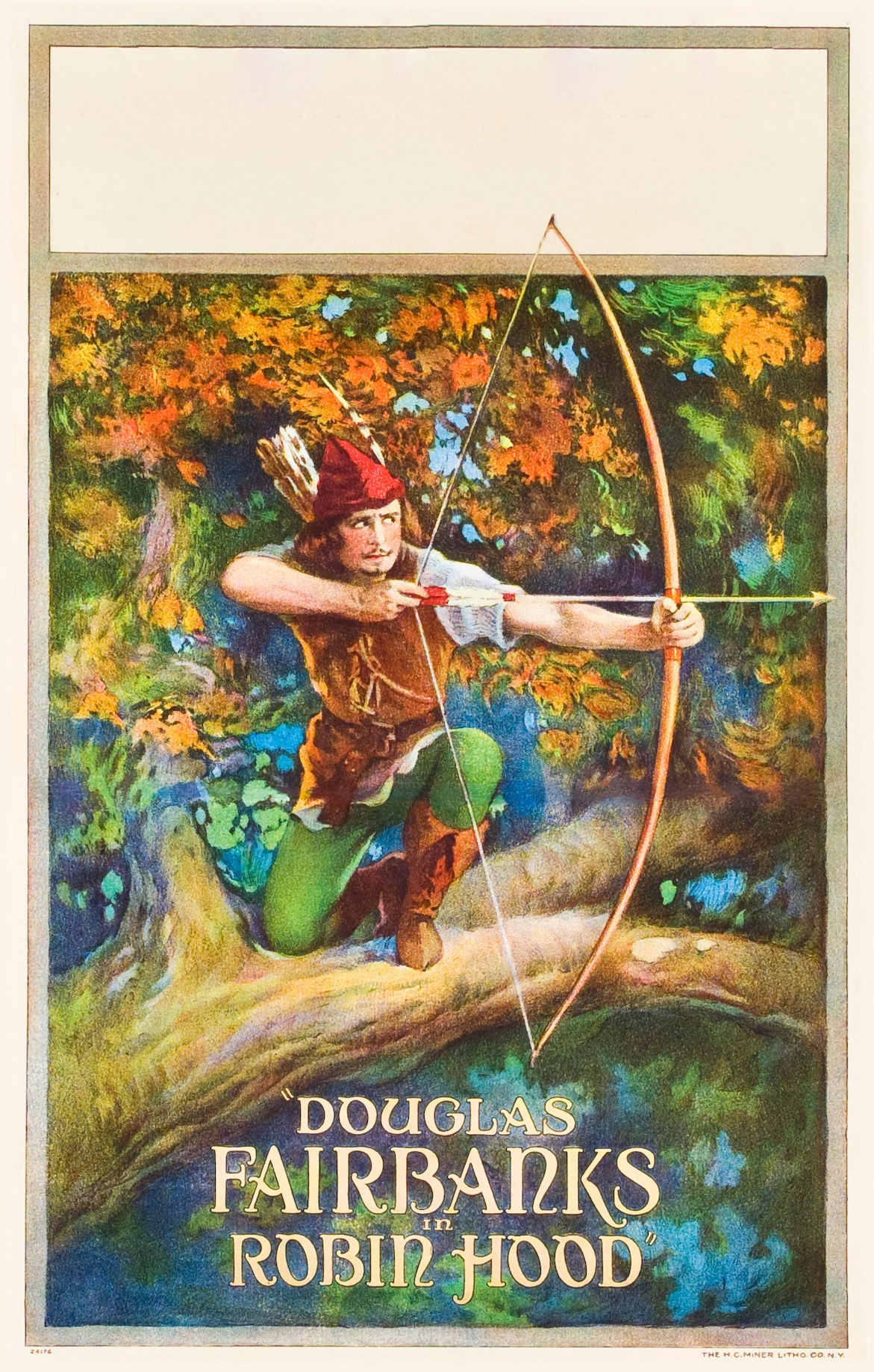
Affiche du film Robin Hood (Robin des bois) en 1922.

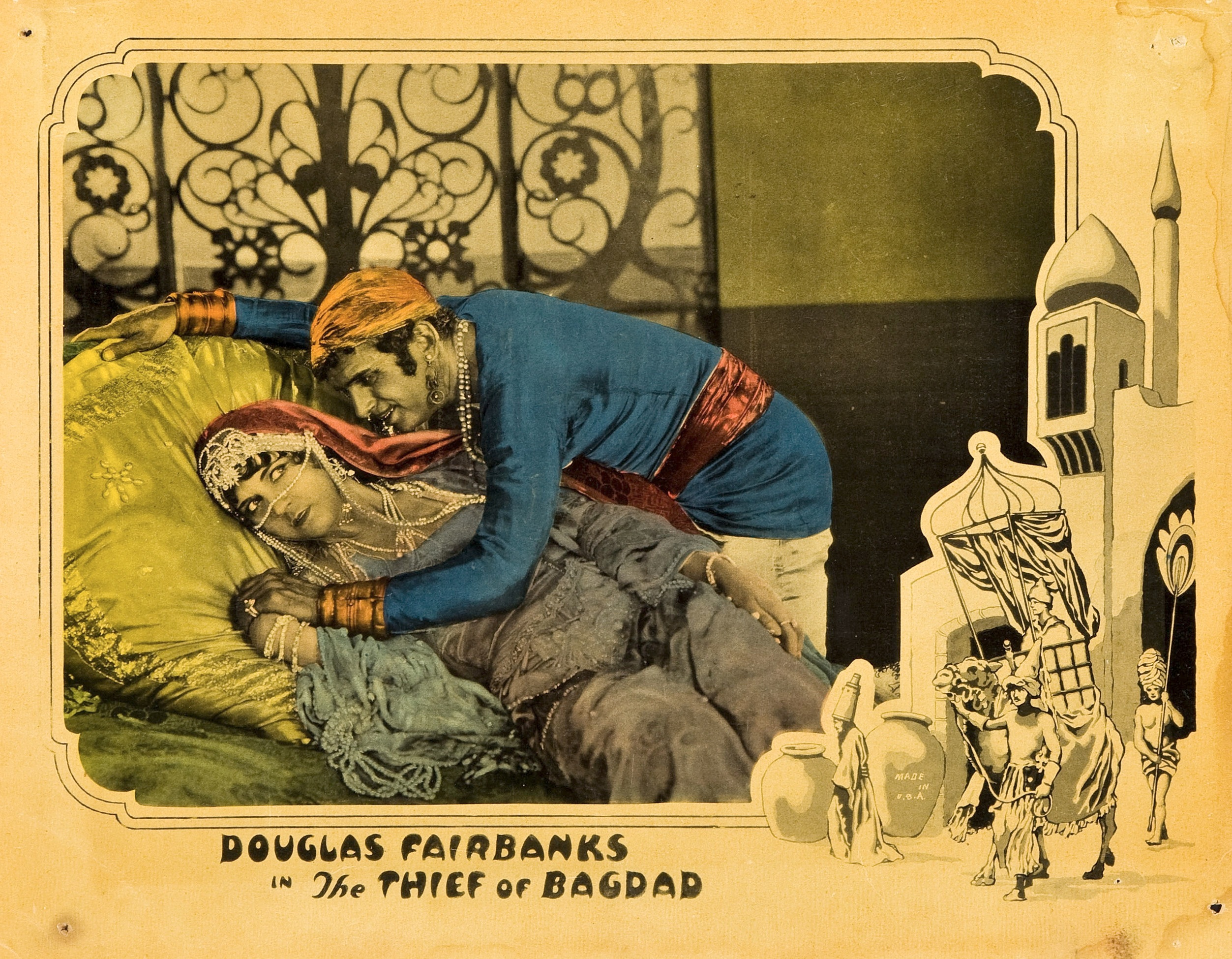
Le Voleur de Bagdad en 1924.

Dès lors, Fairbanks a les mains libres. Rebelle souriant, sans autre cause que la satisfaction de ses rêves d’enfants et ceux de son public, Douglas Fairbanks, tout au long des années 1920, affirma sur les écrans du monde entier sa triple indépendance de scénariste, de producteur et de comédien dans une profusion étincelante d’arabesques acrobatiques. En produisant l’adaptation cinématographique du personnage de Diego de la Vega, du roman de Zorro de Johnston McCulley, Fairbanks fixa les bases d’un genre nouveau appelé à connaître une grande fortune, le film de cape et d’épée.
Avec un rythme de plusieurs films par an, Fairbanks devient rapidement le héros de toute l’Amérique : il interprète Zorro, Robin des Bois ou encore D’Artagnan. Devenues sa marque de fabrique, ses cascades qu’il réalise lui-même en tant qu’acrobate hors pair, associées à son énergie et à son inamovible sourire, font de lui une immense star. Les tournages s'enchaînent, toujours plus ambitieux, dans une débauche de décors grandioses comme dans Le Voleur de Bagdad. Fairbanks, acteur et producteur, vit un âge d'or, jusqu'à l'avènement du parlant, à la fin des années 1920.
En 1925, Fairbanks donne une suite aux aventures de Zorro, bénéficiant de moyens plus importants que pour le premier film. Il aborde en outre une double thématique qui lui tenait à cœur, celle du vieillissement du héros dépassé par la marche du temps et celle de l’inéluctable remplacement des pères par les fils : Don X, fils de Zorro.
Décédé en 1939, Douglas laissait derrière lui une œuvre célébrée par un grand nombre d’admirateurs, certains d’entre eux étaient bien décidés à suivre ses traces, sa marque. À commencer par son propre fils, Douglas Fairbanks Jr. qui, toutefois, ne fut pas aussi populaire que son père : « Je n'ai jamais essayé d'imiter mon père. Toute personne qui chercherait à le faire ne serait qu'une copie-carbone de seconde qualité. J'étais déterminé à être moi-même. »
Exploitant la marque de Fairbanks, la Fox, la Warner, la Metro d’Hollywood produiront nombre de films d’aventure historique dans lesquels la présence de star comme Errol Flynn, Tyrone Power où Stewart Granger revêtait une importance égale à celle du travail des cascadeurs et des chorégraphes.
L’influence de Fairbanks traversa l’Atlantique et en France le public était aussi au rendez-vous. L'acteur français Jean Marais se confie : « C’étaient des rêves d’enfant que je réalisais surtout les films de cape et d’épée parce que dans la cour du collège je refaisais avec des copains ce que l’on avait vu au cinéma le jeudi et moi mon acteur-héros c’était Douglas Fairbanks qui faisait ce genre de film. »
Dan Schwarz, régleur et cascadeur, témoigne : « On fait beaucoup d’effets spéciaux aujourd’hui, mais on oublie que l’action vraie, vivante est importante et c’est un métier somme toute difficile. Un de mes héros de cape et d’épée au départ c’était Zorro, mais j’ai vu aussi les films avec Jean Marais et la première cascade qu’on m’a fait faire, ce qui était un hasard, c’était sur un film qui s’appelait Karatekas and Co. »
Jean Marais précise : « Dans les films de cape et d’épée je n’ai jamais été doublé. Dans les films modernes, d’aventures modernes j’ai été doublé dans des choses où je n’avais pas le temps d’apprendre. » Dan Schwartz dit de lui : « Il faut savoir que c’est un comédien qui a un corps d’athlète. Il y a des gens qui travaillent beaucoup pour conserver leur corps et avoir une forme physique mais lui c’est une forme naturelle et assez exceptionnelle je dois le dire. Mais beaucoup de comédiens devraient savoir qu’il travaillait quand même beaucoup et quand il faisait une action il la répétait, il la travaillait et il ne mettait pas l’action de côté. »
Si en cette fin de XXe siècle les films de cape et d’épée semblent définitivement passés de mode, on retrouve cependant chez les acteurs de films d'arts martiaux animés par un enthousiasme contagieux une affinité évidente avec l’art de Douglas Fairbanks.
Cynthia Rothrock : « J’adore l’énergie communicative de ses combats à l’épée, de ses bonds fantastiques. Tout cet univers de pirates, les costumes, les décors. Il était extrêmement physique dans tous ses déplacements. Cela me touche particulièrement car j’adore les armes blanches. C’est vraiment mon domaine. L’escrime est vraiment le genre d’action que j’aime regarder. J’étais sidérée en découvrant ce qu’il faisait. C’est tellement éloigné de notre époque et les actions sont si belles. »
Jeffrey Meek : « Ce que Fairbanks faisait autrefois c’est que Jackie Chan fait aujourd’hui. À la différence que Fairbanks faisait tout cela avec une épée. La façon dont lui et les autres escrimeurs se battaient représente un art aujourd’hui perdu. Dans les films muets les scènes de combats constituaient un seul ensemble chorégraphié. Pas d’effets de montage à l’intérieur de ces scènes, on voyait vraiment ce dont il était capable. C’est sidérant. Les images sont très fortes. J’ai toujours voulu être Douglas Fairbanks.»
Pour conclure son documentaire, Christophe Champclaux donne la parole aux images d’un Fairbanks pourfendant, cognant, tapant, sabrant, s’en donnant à cœur joie, héroïquement, avec fougue, bondissant sautant et signant de son épée sa marque :  Z comme Zorro !

## Fiche technique
- Titre original : Douglas Fairbanks : la marque de Fairbanks
- Réalisation et scénario : Christophe Champclaux
- Texte dit par Élisabeth Quin
- Montage : Denis Chaloyard, Michaël Pohler, Christian Mortreuil
- Images : Christophe Champclaux, Françoise Marie, Pascal Tirilly
- Musique : Michaël Pohler
- Musique générique : Léon Milo
- Banc-titre : Christian Mortreuil
- Sous-titrage : Brigitte Farlus
- Générique : Anne Caminade
- Sociétés de production et diffusion : Sylphe, Paris Première, MC4, Ciné Horizon
- Assistante de production : Gabrielle Thil
- Participation : CNC centre national du cinéma et de l’image animée
- Pays d’origine :  France
- Langue originale : français
- Format : noir et blanc - couleur
- Genre : documentaire
- Durée : 26 minutes
- Date de sortie :  1996
- Diffusé sur Paris Première en 1997.

## Participants
- Douglas Fairbanks Junior (1909-2000), acteur américain

- Jean Marais (1913-1998), acteur français

- Patrick Stelzer, acteur, cascadeur français

- Dan Schwarz[9], régleur et cascadeur français

- Jean-Pierre Suchet[10], cascadeur français

- Cynthia Rothrock[11], actrice américaine

- Jeffrey Meek[12], acteur américain

## Extraits filmiques
Douglas Fairbanks (acteur, producteur et scénariste) dans :
- Le Signe de Zorro (The Mark of Zorro) (1920), de Fred Niblo
- Les Trois Mousquetaires (The Three Musketeers) (1921), de Fred Niblo
- Robin des Bois (Robin Hood) (1922), d’Allan Dwan
- Le Voleur de Bagdad (1924), de Raoul Walsh
- Le Masque de fer (The Iron Mask) (1929), d’Allan Dwan

Autres films :
- Capitaine Blood (1935) de Michael Curtiz avec Errol Flynn
- Les aventures de Robin des Bois (1938) de Michael Curtiz avec Errol Flynn

- Ivanhoé (1952) de Richard Thorpe  avec Robert Taylor, Elizabeth Taylor, Joan Fontaine